# Brigada Khamis
La Brigada Khamis, formalment la "32a Brigada del poble", era una brigada de forces especials dels militars libis lleials a Moammar al-Gaddafi, el líder de Líbia des de 1969 fins a 2011.

## Història
Comandada pel fill més jove de Gaddafi, Khamis Gaddafi, la 32a Brigada era la força més ben entrenada i ben proveïda dels militars libis i els militars més importants i elements de seguretat del règim segons notes dels EUA. Segons l'anterior Ministre de Justícia libi Mustafa Mohamed Abd al-Jalil, cada un dels fills de Gaddafi té un exèrcit i pot fer amb ell el que li plau. Durant la revolta líbia de 2011, els fills de Gaddafi estaven en centres de seguretat a l'est, l'oest, i cap al sud de Trípoli. La Brigada Khamis era descrita com la més d'elit de les tres unitats de protecció del règim que juntes comprenen 10.000 homes. Segons els EUA i oficials europeus, aquestes unitats són les úniques forces directament lleials a Gaddafi, mentre que les unitats d'exèrcit regulars es constituïen amb reclutes que desertaven massivament. Va contractar forces antigovern i era informat per testimonis oculars del que estava passant a Bengasi, Al Bayda’ i altres ciutats que eren centres de protestes antigovern el 19 de febrer de 2011 en companyia de milícies, incloent-hi possiblement mercenaris estrangers. Al Arabiya, citant fonts de Bengasi, informava que Khamis Gaddafi havia reclutat mercenaris que parlaven francès des de l'Àfrica subsahariana.
El 24 de febrer, les unitats blindades comandades per Khamis Gaddafi van informar que s'estaven movent cap a Misratah, la tercera ciutat més gran de Líbia i port principal, que deien que era en mans de rebels amb armes pesants. Mentrestant, els mercenaris multinacionals manats pel grup mataven i ferien dotzenes a Az Zawiyah, una ciutat simbòlica per a la seva resistència a la colonització italiana. Els testimonis locals i els discursos de Gaddafi descrivien una situació caòtica amb gent en roba civil que lluitaven uns contra altres pels carrers. Segons l'anterior ministre de justícia Mustafa Abdul Jalil, Khamis Gaddafi i dos dels seus germans estaven en centres de seguretat a l'est, oest, i sud de Trípoli.
L'Escola d'Aruba en la ciutat costanera de Shehat al costat rebel- va esdevenir presó per a gairebé 200 mercenaris sospitosos del règim Gaddafi, procedents de països com Níger i el Txad. Van declarar ser part del batalló "Khamees" de Líbia.
El 27 de febrer, veïns informaven de la Batalla de Misratah al voltant del complex de la seu de la Brigada Khamis a Misratah. Una escola de la força aèria dins del complex havia estat assetjada per manifestants amb armes lleugeres. Malgrat posseir armes més pesades, els de dins havien sortit per manca de menjar i aigua, i un comandant es va rendir. Un altre informe manifestava que els oficials de l'escola de la força aèria s'havien amotinat i la base de força aèria adjacent havia estat ocupada.